# Малосадовый
Малосадо́вый — посёлок в Левокумском районе (муниципальном округе) Ставропольского края России.

## География
Расстояние до краевого центра: 194 км.
Расстояние до районного центра: 19 км.

## История
В 1972 году Указом Президиума ВС РСФСР посёлок отделения № 1 Бургун-Маджарского винсовхоза переименован в Малосадовый.
До 16 марта 2020 года Малосадовый входил в упразднённый Бургун-Маджарский сельсовет.

## Население
| 1989 | 2002 | 2010 | 2014 | 2022 |
| ---- | ---- | ---- | ---- | ---- |
| 428  | ↗436 | ↘428 | ↘400 | ↘391 |

По данным переписи 2002 года в национальной структуре населения преобладают русские (94 %).

## Инфраструктура
- Детский дом (смешанный) № 22. Открыт 17 марта 2003 года[9]
- Фельдшерско-акушерский пункт[10]